# Kelsey Mines
Kelsey Mines (* um 1990 in Seattle) ist eine US-amerikanische Musikerin (Kontrabass, Stimme, Komposition), die im Bereich der Klassik, der Neuen Improvisationsmusik und des Jazz tätig ist.

## Leben und Wirken
Mines wuchs in Seattle auf und studierte klassischen Kontrabass. 2014 erwarb sie den Bachelor an der University of Washington, 2016 den Master an der Arizona State University. Anschließend setzte sie ihre Studien am Prins Claus Conservatorium in Groningen bei Sorin Orcinschi fort. Nach ihrer Rückkehr nach Seattle arbeitet sie seit 2017 als Musikerin in verschiedenen Projekten, des Weiteren tourte sie national und international mit Sinfonieorchestern, Experimental-, Jazz- und Popbands, wie der Salsaband Eléré oder dem Electric Circus von Wayne Horvitz. U. a. trat sie beim Earshot Jazz Festival, der Wayward Music Series und dem Ballard Jazz Festival in Seattle auf. Seit 2018 ist sie Mitglied im Symphony Tacoma.
2019 erhielt Mines den Earshot Jazz Golden Ear Award für aufstrebende Künstler und gewann 2022 einen Call for Composers-Kompositionsauftrag. In Quartettbesetzung entstanden, erschien 2018 Mines’ Debütalbum February als Eigenproduktion. Auf Relative Pitch Records veröffentlichte Mines 2022 ihr Soloalbum Look Like und ihr kammermusikalisch angelegtes Werk To Actually Create Everywhere. Weiterhin hat sie einen Lehrauftrag an der Cornish University of the Arts.